# Pe drumuri de munte

Coperta cărții Pe drumuri de munte de Calistrat Hogaș ediția a II-a din 1986 din Catalogul Colecției Lyceum, Editura Albatros

Pe drumuri de munte este o carte din 1912 de Calistrat Hogaș, un „jurnal” de călătorii prin Munții Neamțului. Considerată literatură de călătorie, cartea sa constituie doar prilejul unui jurnal spiritual în care autorul se confesează deliberat și își dezvăluie personalitatea, autoportretizându-se.

## Istoria publicării

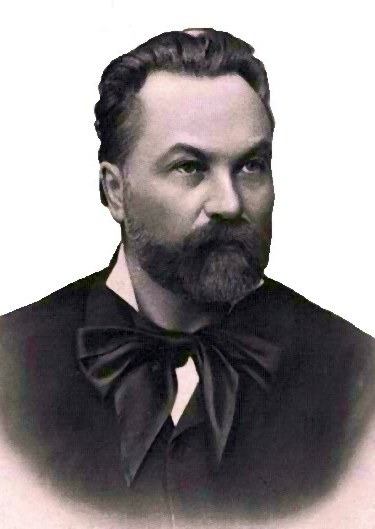
Autorul lucrării, Calistrat Hogaș

La 3 iulie 1882, Calistrat Hogaș a debutat și ca prozator în revista locală Asachi, cu fragmente din ciclul „Amintiri dintr-o călătorie”.
În 1912 a publicat în Viața Românească lucrările Părintele Ghermănuță, Singur, La Tazlău, Cuconu Ioniță Hrisanti, Cucoana Marieta, Părintele Iovinadie, Gheorghe Panu, La Pângărați, Ion Rusu, Spre Nichit și Din veacul trecut.
În 1914 s-a tipărit a doua ediție a cărții "Pe drumuri de munte", la aceeași editură. Stocul de carte, pregătit pentru expediție, se face scrum în timpul unui incendiu care mistuie tipografia. În 1921 a apărut prima ediție pentru public a cărții "Pe drumuri de munte" în două volume; cel de-al doilea, "În Munții Neamțului", a fost prefațat de Mihail Sadoveanu.
Calistrat Hogaș a dedicat cartea foștilor săi elevi în semn de dragoste și aducere aminte.

## Analiză
Primul comentator al operei sale (dacă se omit unele notații fugare pline de admirație ale lui George Topârceanu și Mihail Sadoveanu) este Eugen Lovinescu. Acesta recunoaște talentul excepțional al drumețului prin Munții Neamțului și afirmă cu entuziasm că e un poet și nu cunosc în toate literaturile un suflet în care să fi cântat mai simfonic întreaga orchestră a pădurilor. Lovinescu îl consideră pe Hogaș rapsodul homeric de acum trei mii de ani și că opera sa nu este contemporană, ea plutește peste rasă și timp. Datează din epoca poemelor homerice și prin violența lirică cu care sunt adorate faptele naturii din era marilor epopei indiene.
Octav Botez consideră că autorul are o înclinație naturală spre enorm și grotesc [...] un suflet primitiv și păgân, un artist strălucit al scrisului.
Nicolae Iorga a subapreciat talentul lui Hogaș, pe care l-a considerat (din motive personale) spirit greoi și incapabil de glumă, cu o literatură a haosului pitoresc și vulgar.
Opera sa a fost cel mai mult abia apreciată după moartea autorului. Pompiliu Constantinescu afirmă, în acest sens, în 1942 că faima literară a lui Calistrat Hogaș este în întregime postumă.

## Cuprins
- Amintiri dintr-o călătorie
  - Spre mînăstiri
  - De la Văratic la Săcu
  - La Agapia
  - Spre Pipirig
  - Hălăuca
  - În Valea Sabasei
  - Pe Șeștina
  - Jupâneasa Zamfira
  - Ion Rusu
  - Un Popas
- În Munții Neamțului
  - Floricica
  - Spre Nichit
  - Părintele Ghermănuță
  - Singur
  - La Tazlău
- Cucoana Marieta
- La Pângărați
- La călugărie

## Legături externe
- Pe drumuri de munte, goodreads.com